# Streptomyces fragilis
|  | Dieser Artikel wurde aufgrund von formalen oder inhaltlichen Mängeln in der Qualitätssicherung Biologie zur Verbesserung eingetragen. Dies geschieht, um die Qualität der Biologie-Artikel auf ein akzeptables Niveau zu bringen. Bitte hilf mit, diesen Artikel zu verbessern! Artikel, die nicht signifikant verbessert werden, können gegebenenfalls gelöscht werden. Lies dazu auch die näheren Informationen in den Mindestanforderungen an Biologie-Artikel. |

Streptomyces fragilis ist ein Bakterienart der Gattung Streptomyces, die in Argentinien im Boden isoliert und 1956 beschrieben wurde. Streptomyces fragilis produziert das Antibiotikum Azaserin.
Die Art ist Grampositiv. Sie bildet offene, haken- oder schlauchförmige, geschlungene Ketten von Sporen (der Retinaculum-Apertum Typ).

## Systematik
Streptomyces fragilis zählt zu der Familie Streptomycetaceae der Abteilung Actinobacteria. Die Art ist nahe mit Streptomyces coelicoflavus, S. flaveolus,
S. matensis und S. eurythermus verwandt.